# СДЮСШОР № 54 «Ориента»
ГБУ СШОР № 54 «Ориента» — государственное бюджетное учреждение города Москвы «Спортивная школа олимпийского резерва № 54 „Ориента“» Департамента физической культуры и спорта города Москвы. Крупная СДЮСШОР по спортивному ориентированию в России.

## История развития
СШОР № 54 «Ориента» была образована 17 сентября 1974 года (в то время ДЮСШ № 2 Перовского РОНО) с отделениями спортивного ориентирования и шахмат, как самых массовых, и как имеющих лучшие достижения на территории района.
В 80-е годы в ДЮСШ-2 открыта сеть филиалов на базе общеобразовательных школ и детских центов в различных районах г. Москвы и Московской области.
В 1990 году, контингент школы превысил 1100 чел., пяти воспитанникам присвоены звания Мастера Спорта СССР по спортивному ориентированию, школа получила статус Специализированной и была переименована в СДЮСШОР № 54 «Ориента».
В 2006 году в СДЮСШОР № 54 было открыто отделение Велоспорт маунтинбайк
В 2007 году открыты отделения: спорт глухих — бадминтон, спорт глухих — спортивное ориентирование.
В 2009 году — спорт лиц с поражением ОДА — спортивное ориентирование по тропам.
В 2012 году — спорт лиц с поражением ОДА — Бочча.
С 1 января 2014 года переименована в ГБУ СШОР № 54 «Ориента»

## Виды спорта
- Спортивное ориентирование
- Шахматы
- Велоспорт — маунтинбайк
- Бочча
- Бадминтон

## Достижения
- ЗМС — 7 человек
- МСМК — 17 человек
- Гроссмейстеров — 6 человек
- МС России — 157 человек
- Завоевано множество медалей на крупнейших официальных соревнованиях:
- 1 серебряная медаль на Сурдлимпийских Играх по спортивному ориентированию — спорт глухих (2009 г.; Тайвань; Дула Ольга Александровна);
- 128 медалей разного достоинства на Чемпионатах, Первенствах и Кубках Мира и Европы;
- 1835 медалей разного достоинства на Чемпионатах, Первенствах, Кубках и Спартакиадах школьников России.

## Знаменитые спортсмены школы
- Заслуженный мастер спорта России Руслан Леонидович Грицан — четырёхкратный чемпион мира в зимнем ориентировании и семикратный чемпион по ориентированию на горных велосипедах.
- Гроссмейстер Олег Анатольевич Корнеев
- Гроссмейстер Владимир Владимирович Добров
- Гроссмейстер Даниил Дмитриевич Дубов